# Sisowath do Camboja
Sua Majestade Sisowath de Camboja foi rei do seu país durante o tempo da colônia francesa conhecida como Protectorado Francês de Kampuchea, situação que o supeditou mais ao mandato estrangeiro que a uma verdadeira liderança política do seu país como todos os reis que estiveram no trono durante o comando francês.

## Biografia
O príncipe Sisowath Monivong nasceu na cidade dos reis, Odong, em 1840, dantes da chegada dos franceses ao país, mas a Camboja estava então numa difícil situação entre as ambições geopolíticas dos seus dois vizinhos: Tailândia e Vietname, os quais aspiravam a integrar a Camboja a seus territórios e desaparecer de uma vez por toda a identidade do povo sucessor do antigo Império de Angkor. Mas a família real estava directamente sobre a influência do poder siamês e por esta razão o príncipe Sisowath foi educado em Bangkok. Só regressaria à sua Camboja natal em 1860 quando da morte do seu pai, o rei Ang Duong.
Na sua tentativa de prevenir que seu meio irmão, o príncipe Si Votha se declarasse rei, deslocou-se a Oudong e foi então elegido seu outro meio irmão, Norodom. Mas o hechó gerou uma rebelião que representou uma oportunidade para a nova força estrangeira interessada em Camboja: os franceses. Estes detiveram definitivamente os ânimos expansionistas vietnamitas e tailandeses em Camboja, e inclusive o aguerrido Vietname foi submetido pelos europeus. Com a desculpa de proteger ao Reino de Camboja de seus próximos inimigos, França declarou ao país Protectorado Francês de Kampuchea, ainda que concedeu-lhe uma maior autonomia que a Vietname.
O príncipe Sisowath então se autoexilou em Saigão em 1864, mas os franceses concederam-lhe "protecção" argumentando que sua vida corria perigo, mas o príncipe não era outra coisa que um instrumento para ameaçar o rei Norodom se este não colaborava com os novos amos do Sudeste asiático. Se o rei não "obedecia" aos desejos franceses, eles ameaçá-lo-iam com destronarlo e em seu lugar coroar a Sisowath.
Em 1867 Camboja vive a sua primeira rebelião contra o poder francês e o rei Norodom pede ao príncipe regressar ao país para acalmar os ânimos da população, o que efectivamente sucede.
Em 1884 França assegura o seu controle sobre Vietname, Laos e Camboja, derrota a Tailândia mas não a ocupa devido às pressões britânicas, então é declarado oficialmente o Reino de Camboja como Colónia francesa e a capital do Reino que era tradicionalmente Odong é movida com toda a família real a Phnom Penh. O príncipe Sisowath aprova abertamente o domínio francês e França obriga ao rei Norodom a eleger a seu meio irmão como seu legitimo sucessor ao trono.
Em 1904, quando o rei Norodom morreu, Sisowath foi coroado como Rei de Camboja, mas sua política não seria diferente da de seu antecessor: ser um silencioso fantoche do governo colonial francês. O rei Sisowath da Camboja morreu em 1927 e sucedeu-lhe seu filho, o príncipe Sisowath Monivong.